# Nothokemas
Nothokemas  es un género extinto de animal terrestre herbívoro de la familia de los Camelidae, endémico de América del Norte que vivió desde el Oligoceno al Mioceno hace entre 30,8 y 20,043 millones de años aproximadamente.

## Taxonomía
Nothokemas fue nombrado por White (1940) [también se dicen que en 1947]. Fue asignado a los Camelidae por White (1940) y  Honey et al.

## Morfología
Cuatro especímenes fueron examinados para calcular su masa corporal por M. Mendoza, C. M. Janis, y P. Palmqvist. Se estimó que estos especímenes pesaban:
- 92 kg (202,8 lb)
- 49,7 kg (109,6 lb)
- 48 kg (105,8 lb)
- 52,3 kg (115,3 lb)[3]

## Distribución fósil
La distribución fósil se concentra a lo largo de la costa del golfo de México,  desde  Texas a Florida en 11 yacimientos diferentes.